# NGC 5900
NGC 5900 is een spiraalvormig sterrenstelsel in het sterrenbeeld Ossenhoeder. Het hemelobject werd op 9 april 1787 ontdekt door de Duits-Britse astronoom William Herschel.

## Synoniemen
- UGC 9790
- MCG 7-31-46
- ZWG 221.44
- IRAS 15132+4223
- PGC 54431